# Promozione Umbria 1979-1980
Nella stagione 1979-1980 la Promozione era il sesto livello del calcio italiano ed il primo a livello regionale.
Il campionato era strutturato in vari gironi all'italiana su base regionale, gestiti dai Comitati Regionali di competenza. Promozioni alla categoria superiore e retrocessioni in quella inferiore non erano sempre omogenee; erano quantificate all'inizio del campionato dal Comitato Regionale secondo le direttive stabilite dalla Lega Nazionale Dilettanti, ma flessibili in relazione al numero delle società umbre retrocesse dalla Serie D, per quanto riguarda la zona retrocessione .
Qui vi sono le statistiche relative al campionato in Umbria.

## Squadre partecipanti
| Squadra          | Città (provincia)           | Stagione 1978-1979                                   |
| ---------------- | --------------------------- | ---------------------------------------------------- |
| Assisi           | Assisi (PG)                 | 3° in Promozione Umbria                              |
| Bevagna          | Bevagna (PG)                | 9° in Promozione Umbria                              |
| Clitunno         | Campello sul Clitunno (PG)  | 1° in Prima Categoria Umbria/B, promossa             |
| Elettrocarbonium | Narni Scalo (TR)            | 4° in Promozione Umbria                              |
| Foligno          | Foligno (PG)                | 13° in Promozione Umbria                             |
| Grifo Cannara    | Cannara (PG)                | 7° in Promozione Umbria                              |
| Gualdo           | Gualdo Tadino (PG)          | 2° in Promozione Umbria                              |
| Gubbio           | Gubbio (PG)                 | 16° in Serie D/C, retrocesso                         |
| Montefalco       | Montefalco (PG)             | 9° in Promozione Umbria                              |
| Narnese          | Narni (TR)                  | 8° in Promozione Umbria                              |
| Nocera Umbra     | Nocera Umbra (PG)           | 14° in Promozione Umbria, retrocesso e poi ripescato |
| Nuova Tiferno    | Città di Castello (PG)      | 6° in Promozione Umbria                              |
| Orvietana        | Orvieto (TR)                | 9° in Promozione Umbria                              |
| Tavernelle       | Tavernelle di Panicale (PG) | 1° in Prima Categoria Umbria/A, promosso             |
| Tiberis          | Umbertide (PG)              | 5° in Promozione Umbria                              |
| Todi             | Todi (PG)                   | 9° in Promozione Umbria                              |

## Classifica finale
|  | Pos. | Squadra          | Pt | G  | V  | N  | P  | GF | GS | DR  |
|  | ---- | ---------------- | -- | -- | -- | -- | -- | -- | -- | --- |
|  | 1.   | Foligno          | 46 | 30 | 19 | 8  | 3  | 47 | 19 | +28 |
|  | 2.   | Elettrocarbonium | 42 | 30 | 15 | 12 | 3  | 48 | 14 | +34 |
|  | 3.   | Assisi           | 41 | 30 | 15 | 11 | 4  | 44 | 22 | +22 |
|  | 4.   | Gubbio           | 36 | 30 | 11 | 14 | 5  | 29 | 18 | +11 |
|  | 5.   | Todi             | 34 | 30 | 11 | 12 | 7  | 40 | 24 | +16 |
|  | 5.   | Nocera Umbra     | 34 | 30 | 10 | 14 | 9  | 36 | 24 | +12 |
|  | 7.   | Narnese          | 33 | 30 | 10 | 13 | 7  | 31 | 22 | +9  |
|  | 8.   | Tavernelle       | 30 | 30 | 12 | 6  | 12 | 31 | 35 | -4  |
|  | 9.   | Tiberis          | 29 | 30 | 10 | 9  | 11 | 35 | 37 | -2  |
|  | 10.  | Grifo Cannara    | 28 | 30 | 6  | 16 | 8  | 29 | 28 | +1  |
|  | 10.  | Gualdo           | 28 | 30 | 8  | 12 | 10 | 30 | 37 | -7  |
|  | 12.  | Clitunno         | 27 | 30 | 8  | 11 | 11 | 32 | 34 | -2  |
|  | 13.  | Nuova Tiferno    | 25 | 30 | 8  | 9  | 13 | 28 | 39 | -11 |
|  | 14.  | Orvietana        | 23 | 30 | 7  | 9  | 14 | 30 | 44 | -14 |
|  | 15.  | Bevagna          | 16 | 30 | 5  | 6  | 19 | 23 | 58 | -35 |
|  | 16.  | Montefalco       | 8  | 30 | 1  | 6  | 23 | 10 | 67 | -57 |

Legenda:

      Promossa in Serie D 1980-1981.
      Retrocessa in Prima Categoria Umbria 1980-1981.
Note:

Due punti a vittoria, uno a pareggio, zero a sconfitta.